# فهرست نخستین‌های هوانوردی ایران
فهرست نخستین‌های هوانوردی در ایران به هر آنچه که در زمینه هوانوردی در ایران برای نخستین بار رخ داده و همچنین به نخستین نهادها و تجهیزات و پیشگامان هوانوردی در ایران اشاره دارد.

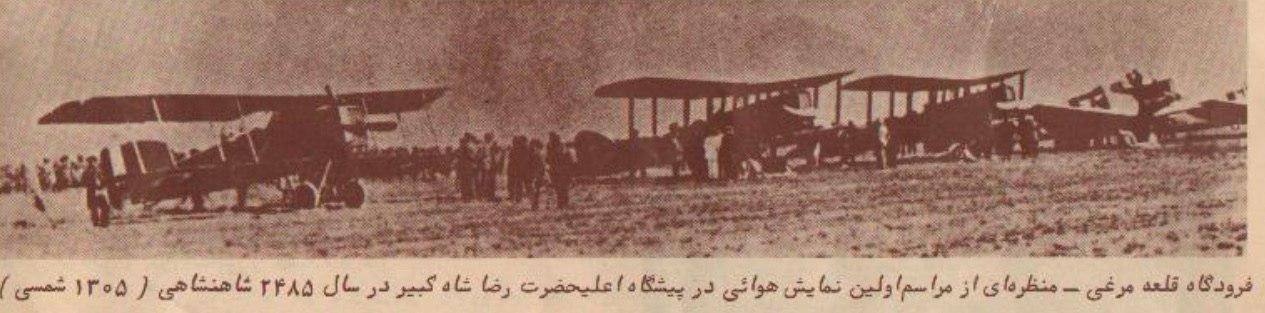
فرودگاه قلعه مرغی و بریده‌ای از روزنامه‌های سال ۱۳۰۵

## اماکن

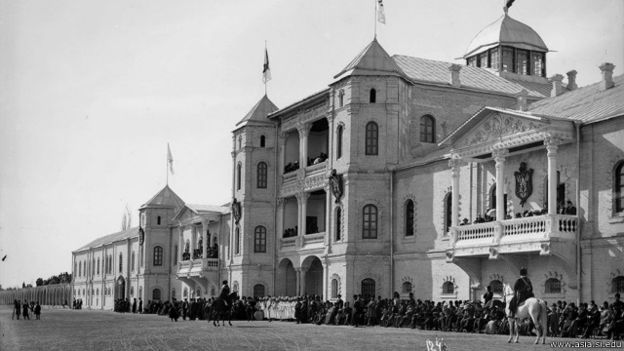
میدان مشق، نخستین مکان فرود یک هواپیما در تهران

میدان مشق دیویزیون قزاق: نخستین مکانی در ایران که یک هواپیما در آن به زمین نشست میدان مشق دیویزیون قزاق (محل فعلی وزارت امور خارجه و نیروی انتظامی) بود. به دلیل این که هنوز در آن زمان فرودگاه در کشور وجود نداشت این مکان به وسیلهٔ خلبان روس کوزمینسکی که از روسیه به ایران پرواز کرده بود به ناچار به عنوان محل فرود در نظر گرفته شد. این فرود در تاریخ دوازدهم دی ماه ۱۲۹۲ خورشیدی رخ داد.
محله بی‌سیم در تهران: این محله نخستین مکانی بود که از آن یک هواپیما پرواز کرد. کوزمینسکی خلبان روس پس از فرود در میدان مشق دیویزیون قزاق به این نتیجه رسید که این میدان فضای کافی برای پرواز هواپیما ندارد و پس از بررسی محلهٔ بیسیم که در آن زمان قصر قجر نامیده می‌شد و زمینی هموار داشت را برای پرواز برگزید و هواپیما را از راه زمین به این منطقه منتقل کرد.
فرودگاه مسجد سلیمان: در خرداد ماه ۱۲۸۷ (۱۹۰۸ میلادی) فرودگاه مسجد سلیمان به دنبال فعالیت‌های کشف میدان‌ها نفتی در این شهر افتتاح شد. این فرودگاه قدیمی‌ترین فرودگاهی است که در ایران و خاورمیانه تأسیس شد.
قلعه‌مرغی: نخستین فرودگاه رسمی در ایران فرودگاه قلعه مرغی بود که برای نخستین بار در تاریخ هشتم مرداد ۱۳۰۱ مورد بهره‌برداری قرار گرفت و نخستین هواپیما در این تاریخ از قلعه مرغی برخاست.

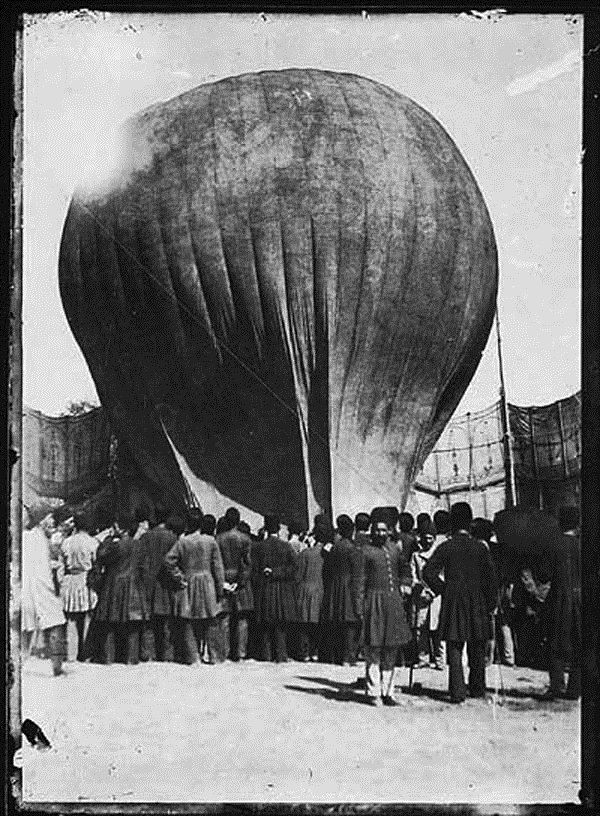
نخستین بالن در ایران

## وسایل نقلیه پرنده
نخستین دستگاه پرنده در ایران: ورود نخستین بالون در زمان ناصرالدین‌شاه قاجار توسط دو مرد فرانسوی و آمریکایی که با آن در تبریز و تهران پروازهای نمایشی انجام دادند. ناصرالدین شاه در خاطرات خود نوشته: روز ۳ فروردین ۱۲۵۶ دو بالون به آسمان رفت. ما بودیم در بالای شمس‌العماره، کل تهران هم از زن و مرد روی بام‌ها و کوچه‌ها و غیره بودند. بالون اولی قرمز رنگ بود، هوا رفت، اما کم و افتاد در باغ سپهسالار. بعد بالون سفید باد شد، این دفعه بالون بسیار خوب هوا رفت، نیم ساعت درست روی آسمان شهر ایستاده بود، خلاصه خیلی خیلی تماشا داد. هیچ وقت همچه تماشا مردم نکرده بودند.
بلریو ۱۱: نخستین هواپیمایی که بر فراز آسمان ایران به پرواز درآمد یک فروند بلریو ۱۱ بود که در دی ماه ۱۲۹۲ در آسمان تهران دیده شد. این هواپیما ابتدا از روسیه با کشتی به بندر انزلی انتقال داده شد. سپس خلبان کوزمینسکی بعد از سرهم کردن قطعات آن به سمت تهران پرواز کرد و با زحمت فراوان در میدان مشق فرود آمد اما هواپیما در حین فرود آسیب دید که توسط تکنسین‌های ارتشی تعمیر شد. میدان مشق محل مناسبی برای پرواز مجدد نبود و خلبان روسی، هواپیما را زمینی به محله قصرقجر منتقل و بعد از گرفتن پول از مردم پروازهای نمایشی انجام داد. ماجرا به گوش احمدشاه قاجار رسید و به همراه خلبان با هواپیما عکس یادگاری گرفت که بعدها این خبر در روزنامه ایلوستراسیون فرانسه منتشر شد.
یونکرس اف ۱۳: نخستین هواپیمایی که ایران خریداری نمود هواپیمای یونکرس اف ۱۳ ساخت کشور آلمان بود که در سال ۱۳۰۱ خورشیدی از نمایندگی شرکت یونکرس در تهران برای ارتش خریداری شد تا از آن به عنوان هواپیمای ارتباطی و ترابری نظامی بهره‌برداری شود.
داگلاس دی‌سی-۳: شرکت هواپیمائی ایران برای نخستین بار در کشور از هواپیماهای مسافربری آمریکایی داگلاس دی‌سی-۳ در ناوگان هوایی خود استفاده کرد. این هواپیما گونه تغییر کاربری یافته هواپیمای ترابری نظامی داگلاس سی - ۴۷ داکوتا بود که در جنگ جهانی دوم بسیار خوش درخشید.

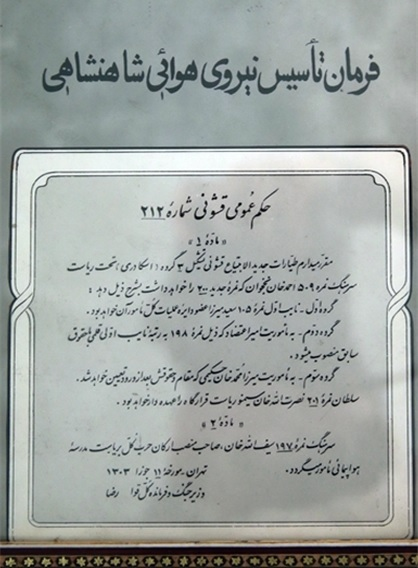
فرمان تأسیس نیروی هوایی شاهنشاهی

## سازمان دهی هوانوردی نظامی و دولتی
هواپیمایی کل قشون: هواپیمایی کل قشون نخستین نهاد ناوابسته در زمینهٔ هوانوردی در ایران بود که در تاریخ ۱۱ خرداد ۱۳۰۳ بنیان گذاشته شد و سرهنگ احمدخان نخجوان به فرماندهی این سازمان گمارده شد.
کارخانجات هواپیمایی شهباز: کارخانجات هواپیمایی شهباز نخستین کارخانجات ایران برای مونتاژ هواپیما بود. این کارخانجات در سال ۱۳۱۴ پایه‌گذاری و آمده بهره‌برداری گردید. لوازم این کارخانجات برای انجام تعمیرات اساسی و مونتاژ قطعات هواپیماهای مختلف در سال ۱۳۱۲ از انگلستان خریداری شد. این کارخانجات تا پیش از سال ۱۳۲۰ شماری بسیاری هواپیماهای آموزشی و جنگی ساخته و به نیروی هوایی تحویل داد. این هواپیماها از نوع دی هاویلند تایگرمث، آداکس و هایند بودند. نخستین سری از این هواپیماها در تاریخ یکم مرداد ۱۳۱۷ پرواز نمودند.
نخستین ثبت رسمی برای هواپیماهای ایران: پس تأسیس سازمان جهانی هواپیمایی ایکائو و نیز تصویب قانون هواپیمایی کشوری ایران در تیر ماه ۱۳۲۸ و متعاقب عضویت رسمی کشور در این سازمان جهانی، نخستین هواپیمای ثبت شده در ایران به شماره EP-AAA و برای هواپیمای دراگون راپید حمل و نقل هوایی وزارت پست و تلگراف وقت بوده‌است.
میزبانی یاتا: در سالهای طلائی هواپیمایی ملی ایران، این شرکت در سال ۱۳۴۹ (۱۹۷۰ میلادی) و برای نخستین بار در آسیا میزبان نشست انجمن بین‌المللی حمل و نقل هوایی (یاتا) شد.

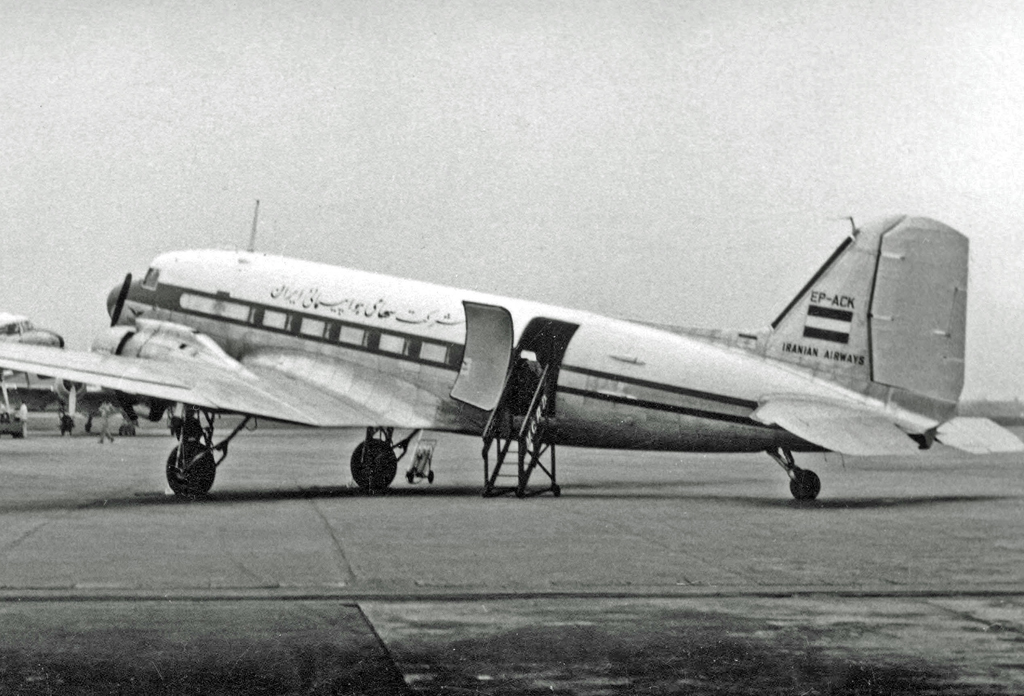
هواپیمای داگلاس دی‌سی-۳ (EP-ACK کارگو) شرکت هواپیمائی ایران در سال ۱۳۳۲

## سازمان دهی هوانوردی غیرنظامی و شرکتهای هواپیمایی تجاری
یونکرس: شرکت یونکرس که دارای ملیت آلمانی بود نخستین شرکتی بود که تأسیسات هواپیمایی را در ایران به وجود آورد.

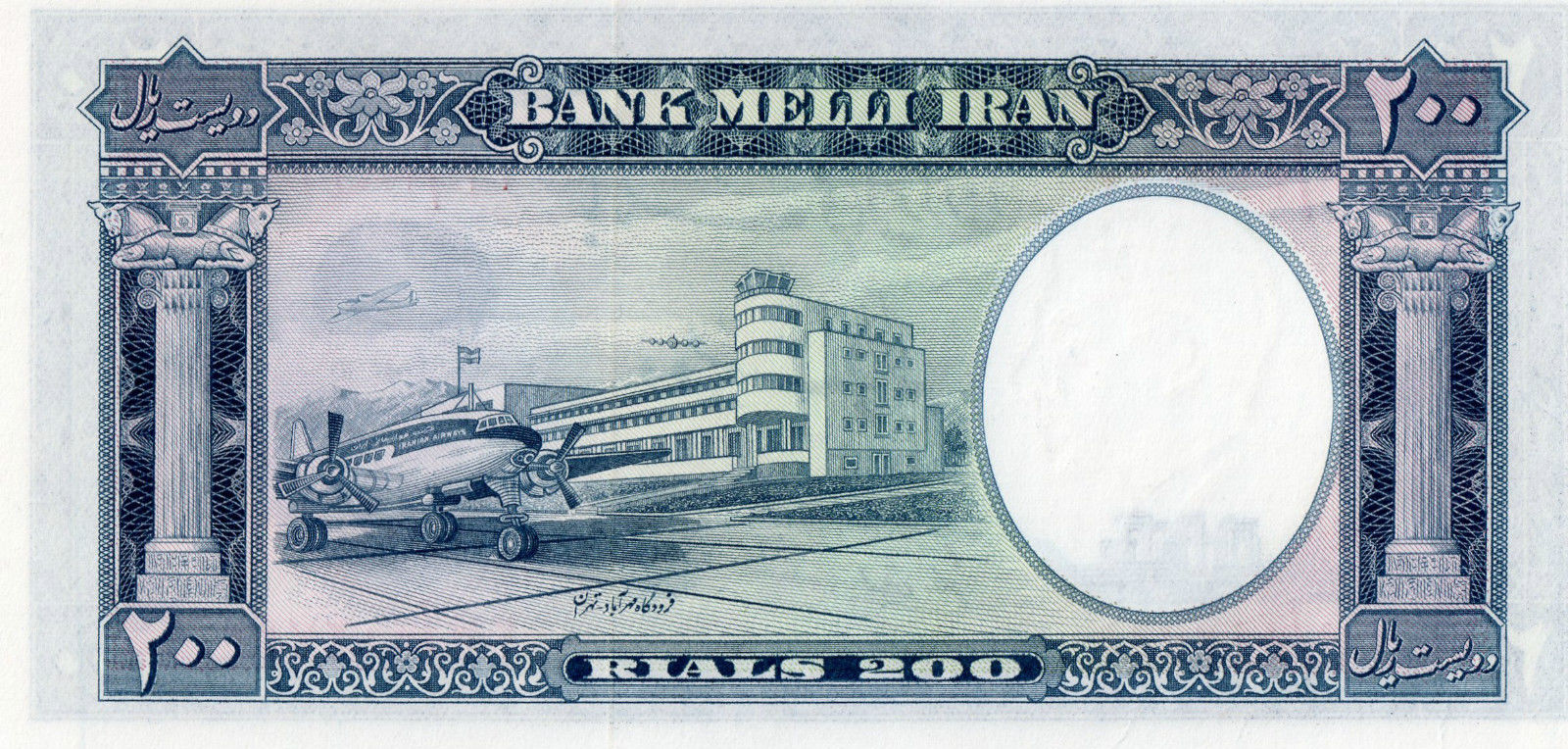
تصویری از ناوگان شرکت هواپیمائی ایران و نمایی از فرودگاه مهرآباد تهران روی اسکناس‌های قدیمی ایران مربوط به دهه پنجاه میلادی

نخستین شرکت مسافرتی: در ۲۳ اسفندماه ۱۳۲۰ شمسی گروهی از صاحب منصب‌های متموّل، بازرگانان و سرمایه گذاران با نفوذ ایرانی نسبت به بنیادگزاری نخستین سازمان مسافرتی و جهانگردی ایران به نام شرکت ایران تور(سهامی خاص) اقدام کردند.
نخستین شرکت هواپیمایی ایران: شرکت هواپیمائی ایران(سهامی خاص) را گروهی از بازرگانان ایرانی در آذرماه سال ۱۳۲۳ شمسی بنیان‌گذاری کردند. این شرکت هواپیمایی با عنوان نخستین ایرلاین فعال کشور همچنین بر پایه تاریخ بنیان‌گذاری شرکت‌های هواپیمایی رتبه سومین خط هوایی قاره آسیا (پس از ایر ایندیا و تاجیک ایر) و نیز سومین شرکت هواپیمایی منطقه خاورمیانه (پس از ترکیش ایرلاینز و اجیپت ایر) را در اختیار دارد. شرکت هواپیمائی ایران همچنین نخستین ایرلاین حامل پرچم ایران نیز هست و در حال حاضر و پس از تغییرات ثبتی و مالکیتی نظیر ادغام، ملی سازی و تغییر اسم، با نام شرکت هواپیمایی جمهوری اسلامی ایران و با نام تجاری ایران ایر مشغول به فعالیت است.
نخستین شماره ثبت رسمی برای ایرلاین ایرانی: نخستین هواپیمای ثبت شده برای نخستین شرکت هواپیمایی مسافری ایرانی به نام شرکت هواپیمائی ایران یک فروند هواپیمای داگلاس سی - ۴۷ داکوتا نیروی هوایی آمریکا است که از طریق مصر خریداری و وارد ایران شد. این هواپیما پس از تبدیل به مدل غیرنظامی داگلاس دی سی-۳، شماره ثبت و رجیستر EP-AAF را از آن خود کرد.

## اشخاص
کلنل محمدتقی خان پسیان: نخستین ایرانی که دورهٔ آموزش خلبانی دید کلنل محمدتقی خان پسیان بود که برای آموزش فنون نظامی به کشور آلمان اعزام شد و در ادامه دوره آموزش مدتی نیز برای یادگیری تکنیک هوانوردی آموزش دید. در سال ۱۲۹۶ خورشیدی او پس از ۳۳ سورتی پرواز آموزشی به علت بیماری از ادامه پرواز چشم پوشی نمود و هیچگاه به تنهایی به عنوان خلبان با یک هواپیما پرواز نکرد.
احمدخان نخجوان: سرهنگ احمدخان نخجوان نخستین خلبان ایرانی بود. او به همراه نخستین دسته از افسران ارتش در تاریخ ۱۳ خرداد ۱۳۰۲ برای آموزش خلبانی به فرانسه اعزام شد و نخستین ایرانی بود که توانست دورهٔ خلبانی را گزرانده و گواهینامهٔ خلبانی را دریافت کند. نخستین پرواز مستقل او در تاریخ ۱۶ دی ۱۳۰۳ خورشیدی انجام شد. او همچنین نخستین خلبان ایرانی بود که در تهران فرود آمد (پنجم اسفند ۱۳۰۴ خورشید). احمدخان نخجوان همچنین پیشگام پرواز در مسیر طولانی پاریس-تهران نیز بود و نخستین امیر خلبان در ایران بود.
عیسی خان اشتوداخ: عیسی خان اشتوداخ نخستین خلبان ایرانی بود که در آسمان ایران پرواز کرد. این پرواز در تاریخ ششم بهمن ۱۳۰۴ از ورای مرزهای ایران از شهر باکو آغاز شد. عیسی اشتوداخ با گذشتن از مرز وارد ایران شده و به علت کمبود سوخت در نزدیکی قزوین فرود آمد. او به علت بدی آب و هوا و پوشیده شدن زمین از برف سنگین به ناچار تا یک ماه در آن ناحیه ماند و سرانجام در تاریخ هشتم اسفند ۱۳۰۴ به سوی تهران پرواز کرد.
رضا افشار: وی از صاحب منصبان و از مؤسسان نخستین شرکت هواپیمایی تجاری در ایران است. رضا افشار در سال ۱۳۲۷، ۷۰٪ از کل سهام هواپیمائی ایران را خریداری کرد و مدیر عامل و رئیس هیئت مدیره این شرکت شد.
علی‌محمد خادمی: در سال ۱۳۴۹ (۱۹۷۰ میلادی) سپهبد خادمی مدیرعامل وقت شرکت هواپیمایی ملی ایران، برای مدت یک سال ریاست انجمن بین‌المللی حمل و نقل هوایی (یاتا) را در دست گرفت. او نخستین آسیایی بود که به این به موقعیت رسید.
داریوش تیمسار: نخستین خلبان غیرنظامی ایرانی که آموزش دیده باشگاه هواپیمائی کشوری بود. وی در سال ۱۳۲۵ به‌عنوان کمک خلبان به شرکت هواپیمائی ایران پیوست. نخستین خلبان در فهرست خلبانهای هواپیمائی ملی ایران (هما). یکی از بهترین مدرسان پرواز که در پایه گزاری استاندارهای پرواز نقش اول را داشت. بهترین و مجرب‌ترین خلبانهای هما، آموخته‌های خود مدیون این استاد بی رقیب آموزش پرواز می‌دانند.
'اینا آوشید': در سال ۱۳۲۶ شرکت هواپیمائی ایران به اینا آوشید اجازه داد که به عنوان نخستین کمک خلبان زن هواپیماهای مسافربری در ایران با هواپیمای داگلاس دی‌سی-۳ این شرکت پرواز کند.
علی اصغر ملک: نایب سوم علی اصغر ملک نخستین کسی بود که فن خلبانی را در ایران فراگرفت. او در تاریخ یکم تیر ۱۳۰۹ دورهٔ خلبانی خود را در ایران به پایان رساند و به عنوان خلبان مشغول خدمت گردید.
سیاوش سیاهپوش: نخستین ایرانی که یک هواپیمای را تعمیر اساسی نمود ستوان دوم سیاوش سیاهپوش بود. او در سال ۱۳۰۹ یک بدنهٔ کامل از هواپیمای نوع دی هاویلاند ۹آ را در تعمیرگاه قلعه مرغی تعمیر و با استفاده از بال‌های یدکی به یک هواپیمای کامل تبدیل و آمده پرواز گردانید. این هواپیما به خلبانی ستوان یکم مهدی سپه پور و سرنشینی ستوان دوم سیاه پوش پرواز آزمایشی موفقی را انجام داد و به سلامت به زمین نشست.
استوار جعفر دربندی: استوار جعفر دربندی نخستین خلبانی بود که از چتر نجات استفاده کرد. در تاریخ ۲۰ مهر ۱۳۱۵ او در حالی که با هواپیمای آداکس مشغول پرواز بود، هواپیمایش آتش گرفت و ناچار گردید از هواپیما بیرون پریده و از چتر نجات استفاده کند.
محمود خسروانی: محمود خسروانی نخستین رئیس ایرانی ستاد نیروی هوایی بود. او در تاریخ یکم اردیبهشت ۱۳۱۷ به این سمت گمارده شد. پیش از او یک سرهنگ بلژیکی به نام ویکتور بیور و پیش از ویکتور بیور یک سرهنگ سوئدی این سمت را به عهده داشتند.
نشاط جهانداری: جوان‌ترین و تنها خلبان زن ایرانی که در سن ۲۸ سالگی توانست به درجه کاپیتانی ام‌دی۸۰ برسد که در حال حاضر در شرکت هواپیمایی زاگرس مشغول فعالیت می‌باشد وی همچنین توانست برای نخستین بار در صنعت هواپیمایی ایران، کاپیتانی هدایت هواپیما با دو خلبان زن را به عهده داشت. این امر تا حدی اهمیت داشت که خبرگزاری‌های ملی و بین‌المللی به انتشار این خبر پرداختند
امیر کسروی: نخستین خلبانی که از میان چند هزار متقاضی توسط هواپیمائی ملی ایران انتخاب شد و در آموزشگاه عالی امریکن فلایر با امتیاز درخشان در میان همه دانشجویان آن آموزشگاه، دوره‌های کامل خلبانی بازرگانی، پرواز کور و هواپیمای دوموتوره را گذراند و در تاریخ مهرماه سال ۱۳۴۵ به هما پیوست. وی پروازش را با هواپیمای دی سی ۳ در هواپیمائی ملی ایران شروع کرد و تا خلبانی هواپیمائی بوئینگ ۷۴۷ پیشرفت. وی در سال ۱۳۶۴ ایران را ترک کرد و در کانادا در سازمان معروف فلایت سیفتی رئیس پروژه هواپیماهای کانادایی شد و استاد و ممتحن بین‌المللی خلبانهای کشورهای گوناگون بود.

## نگارخانه

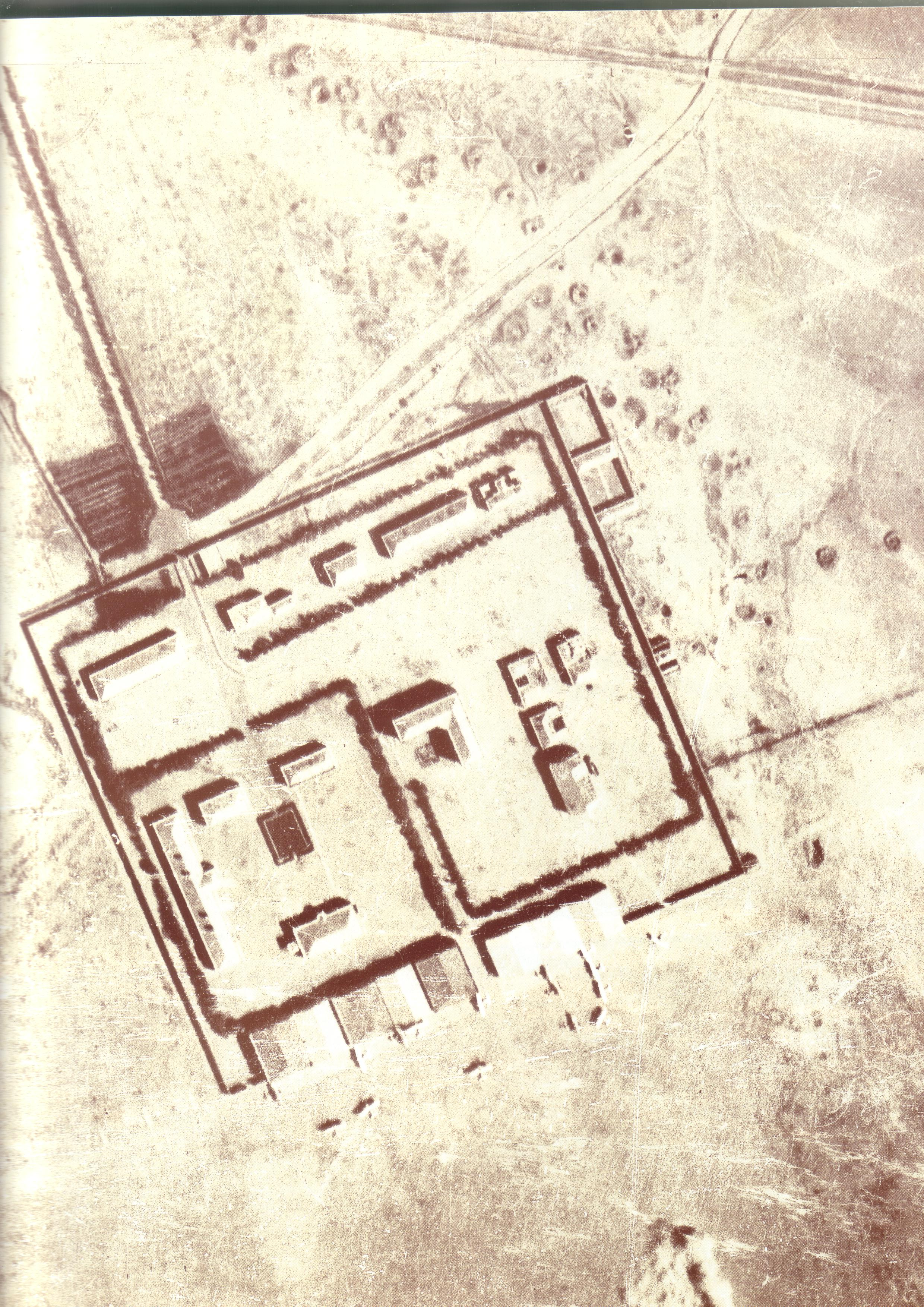
قلعه مرغی سال ۱۳۲۲ خورشیدی
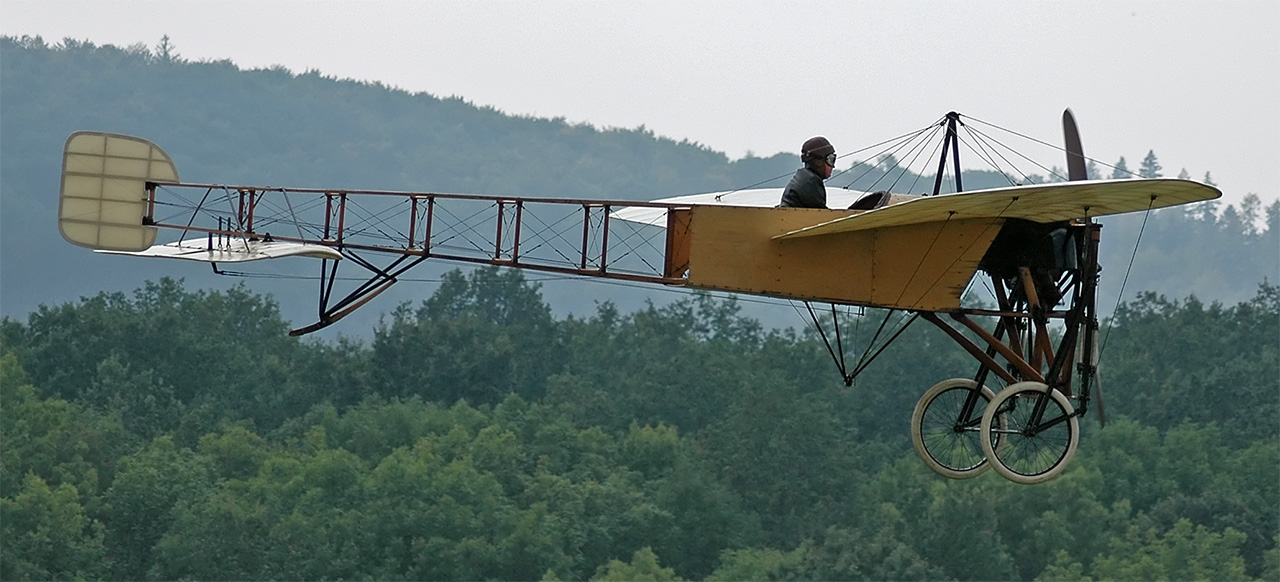
بلریو ۱۱
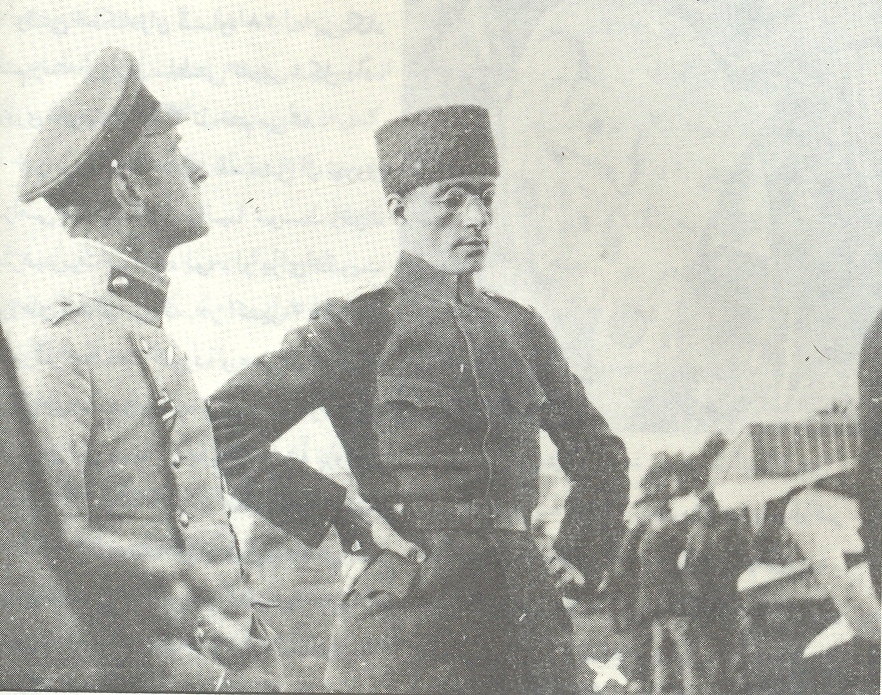
کلنل محمدتقی خان پسیان، آلمان، سال ۱۲۹۴ خورشیدی
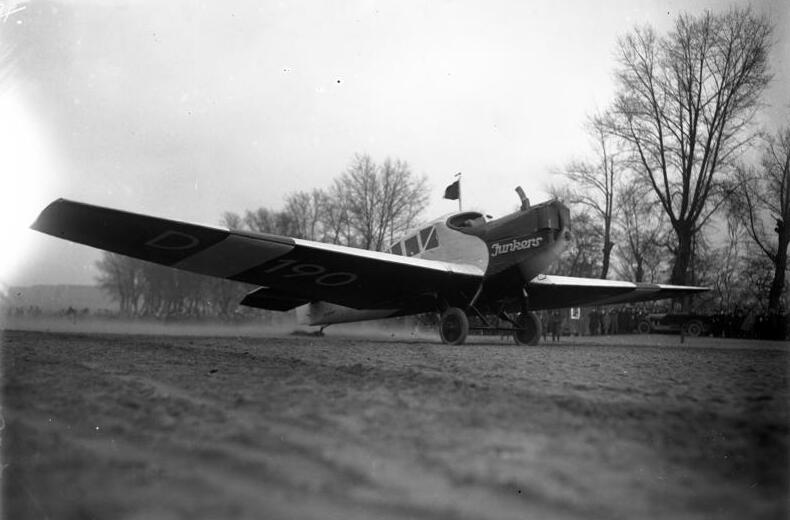
یونکرس اف.۱۳
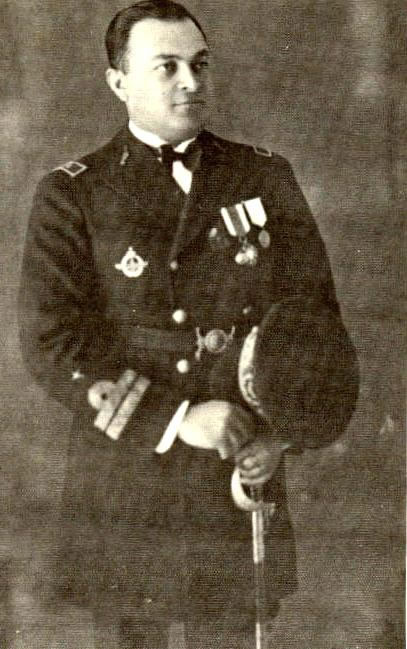
احمدخان نخجوان
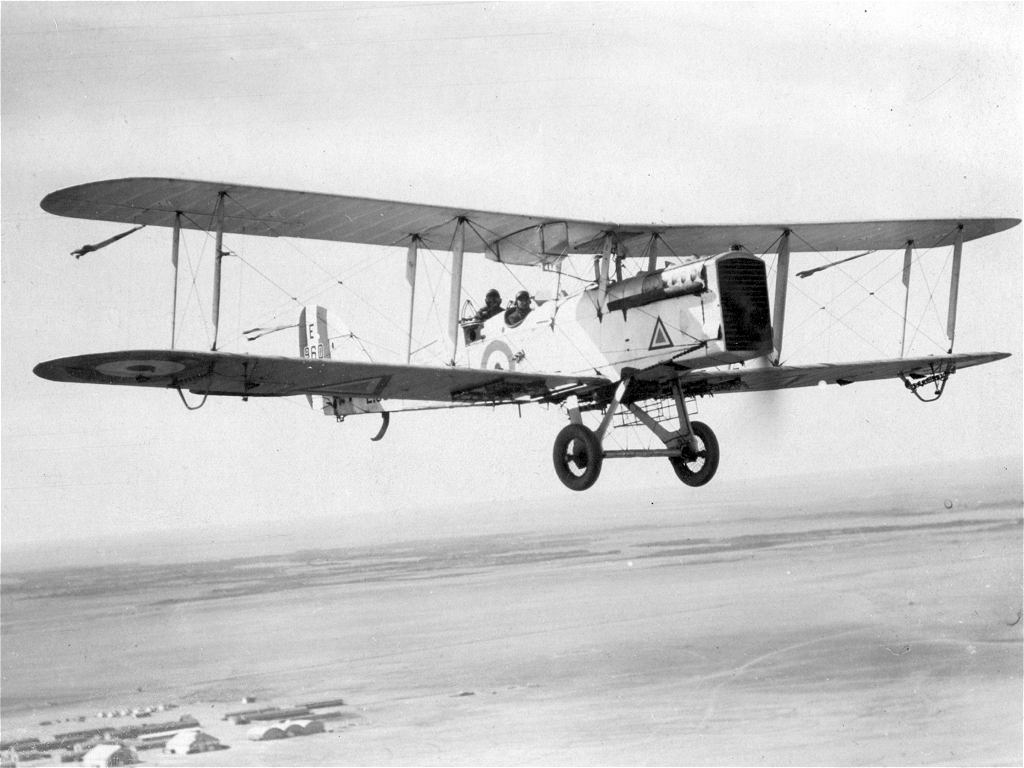
دهاویلاند ۹آ
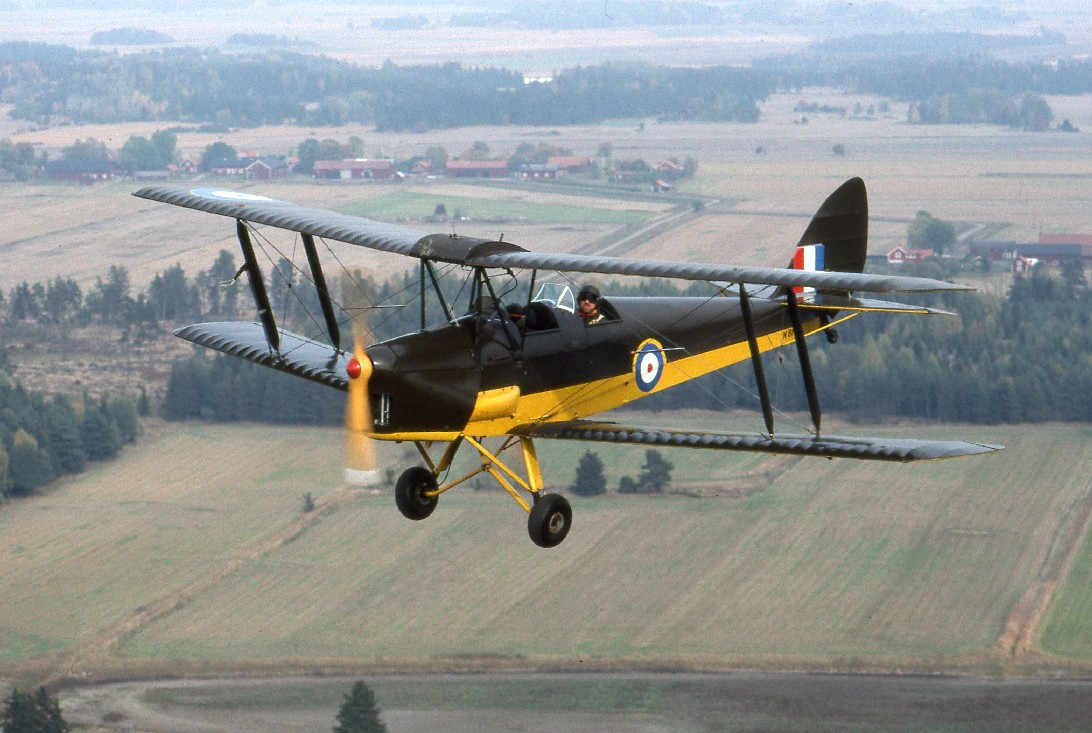
دی هاویلند تایگرمث
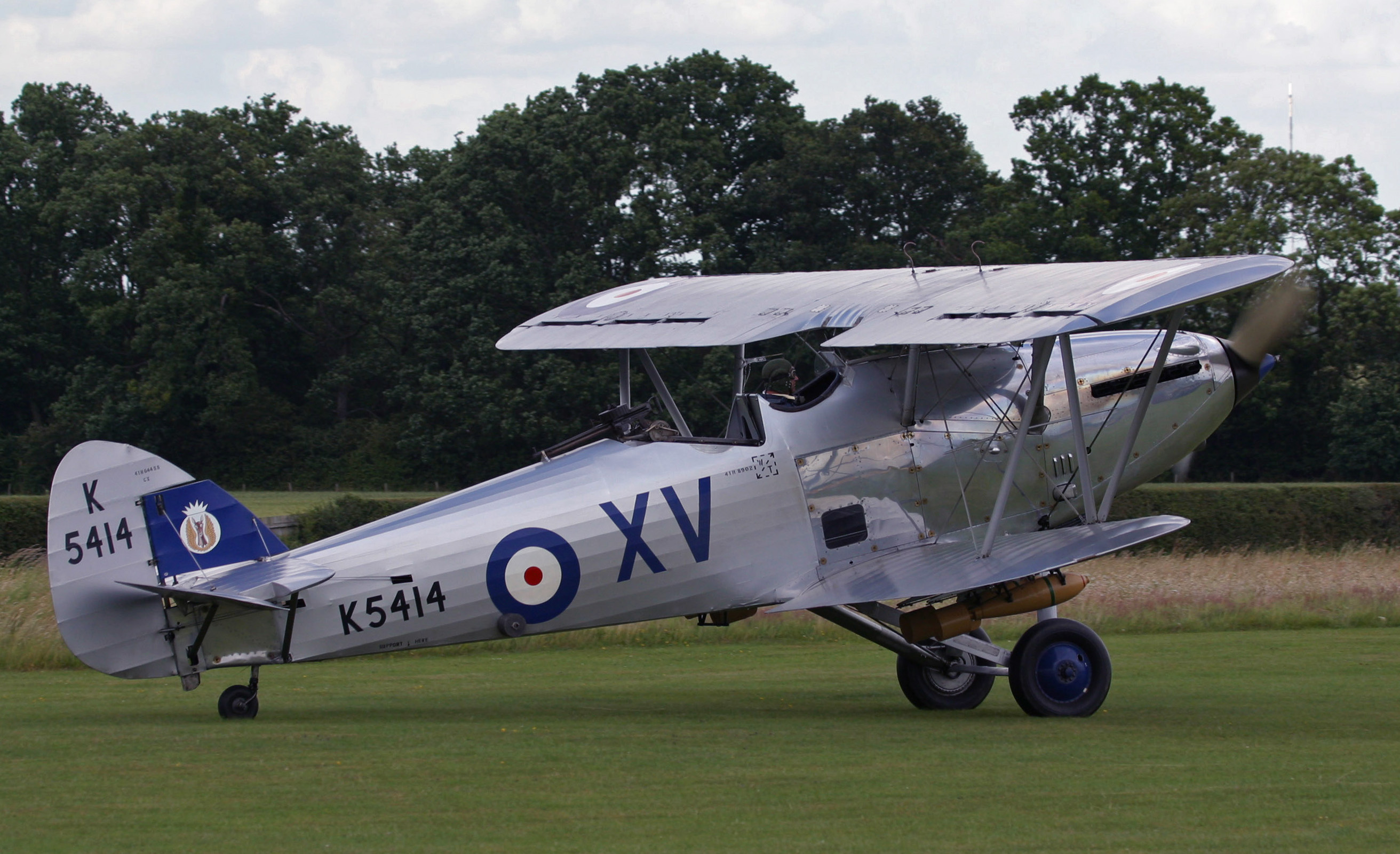
هایند
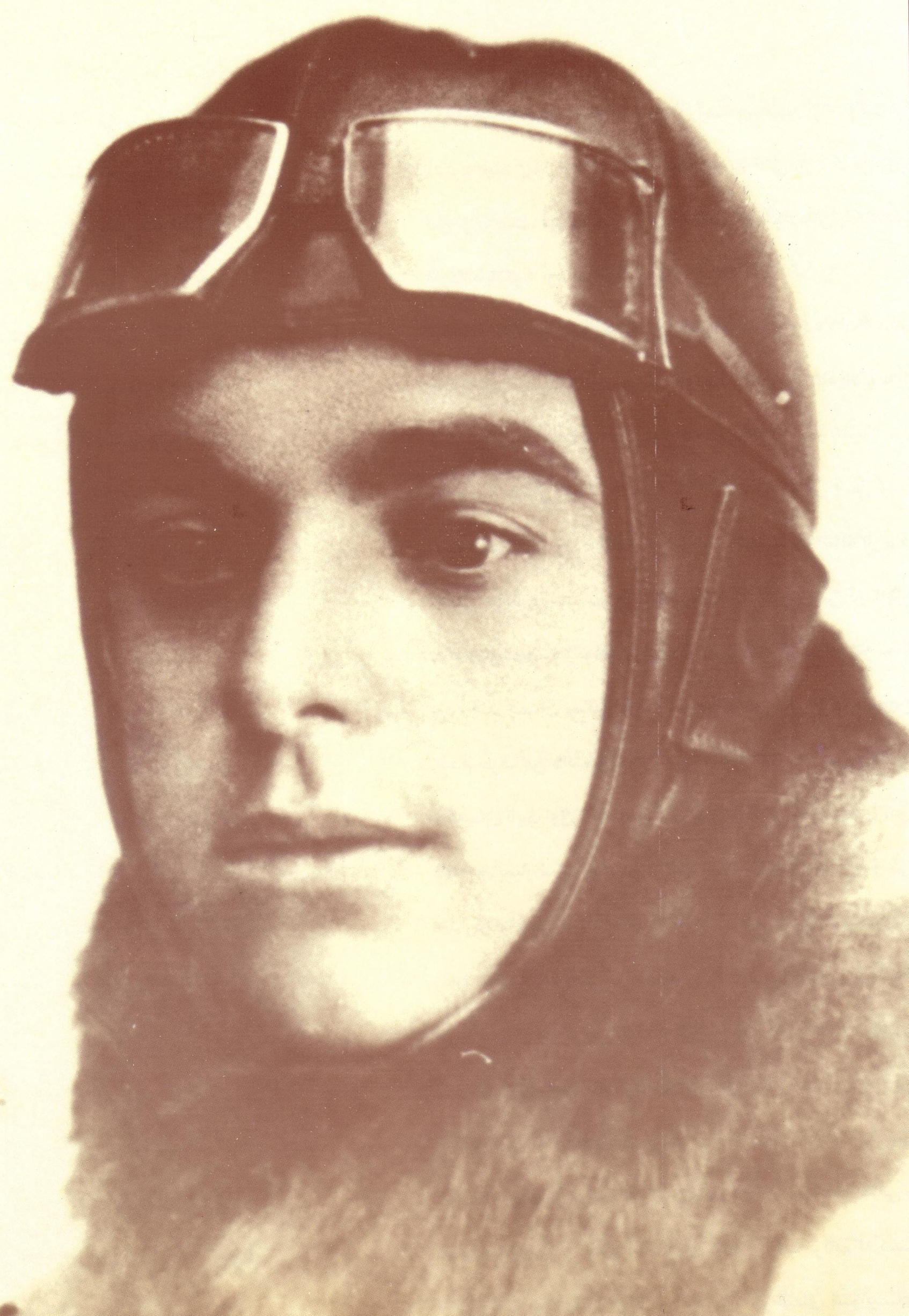
عیسی اشتوداخ، مسکو، سال ۱۳۰۳ خورشیدی
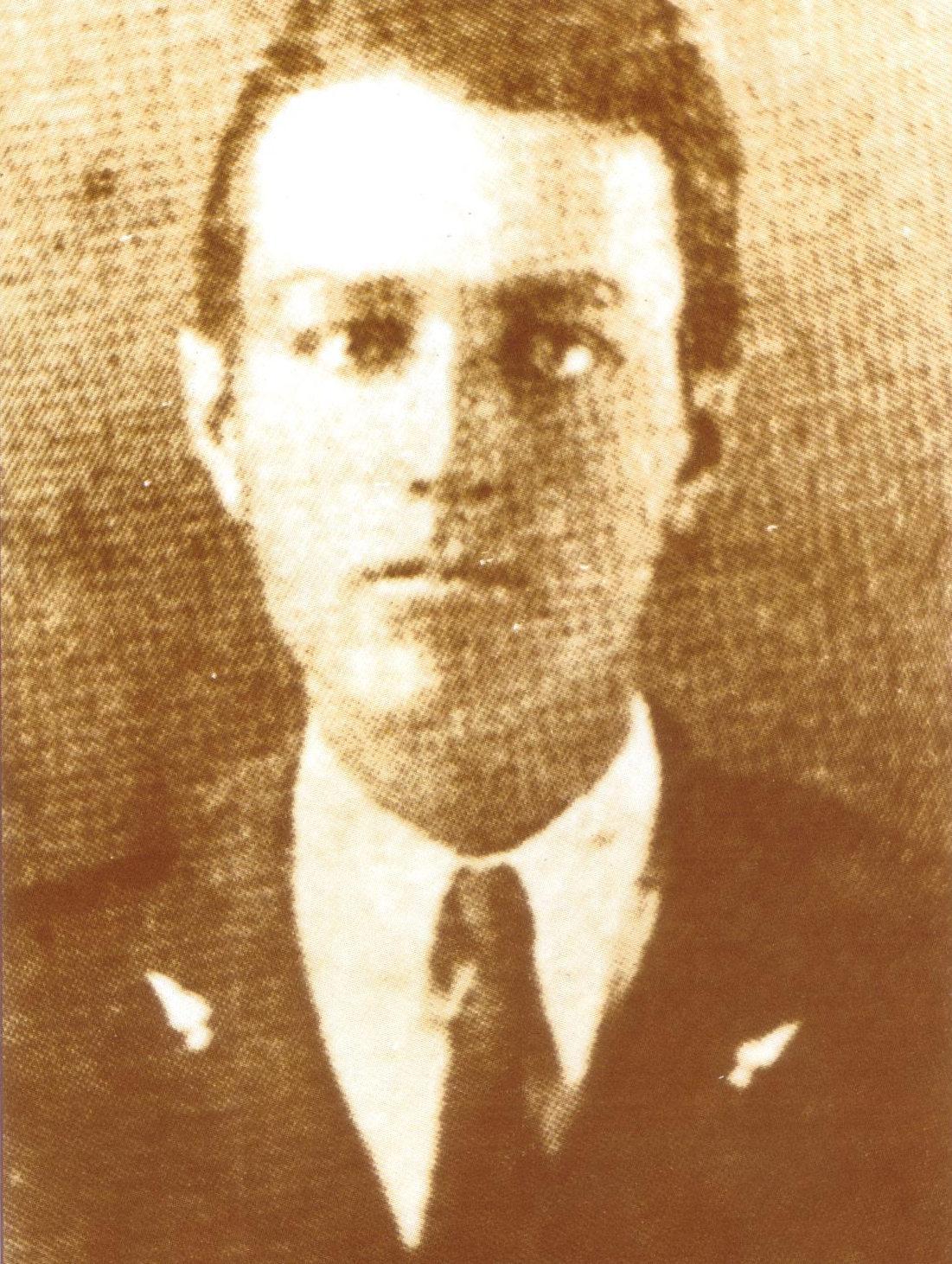
استوار جعفر دربندی
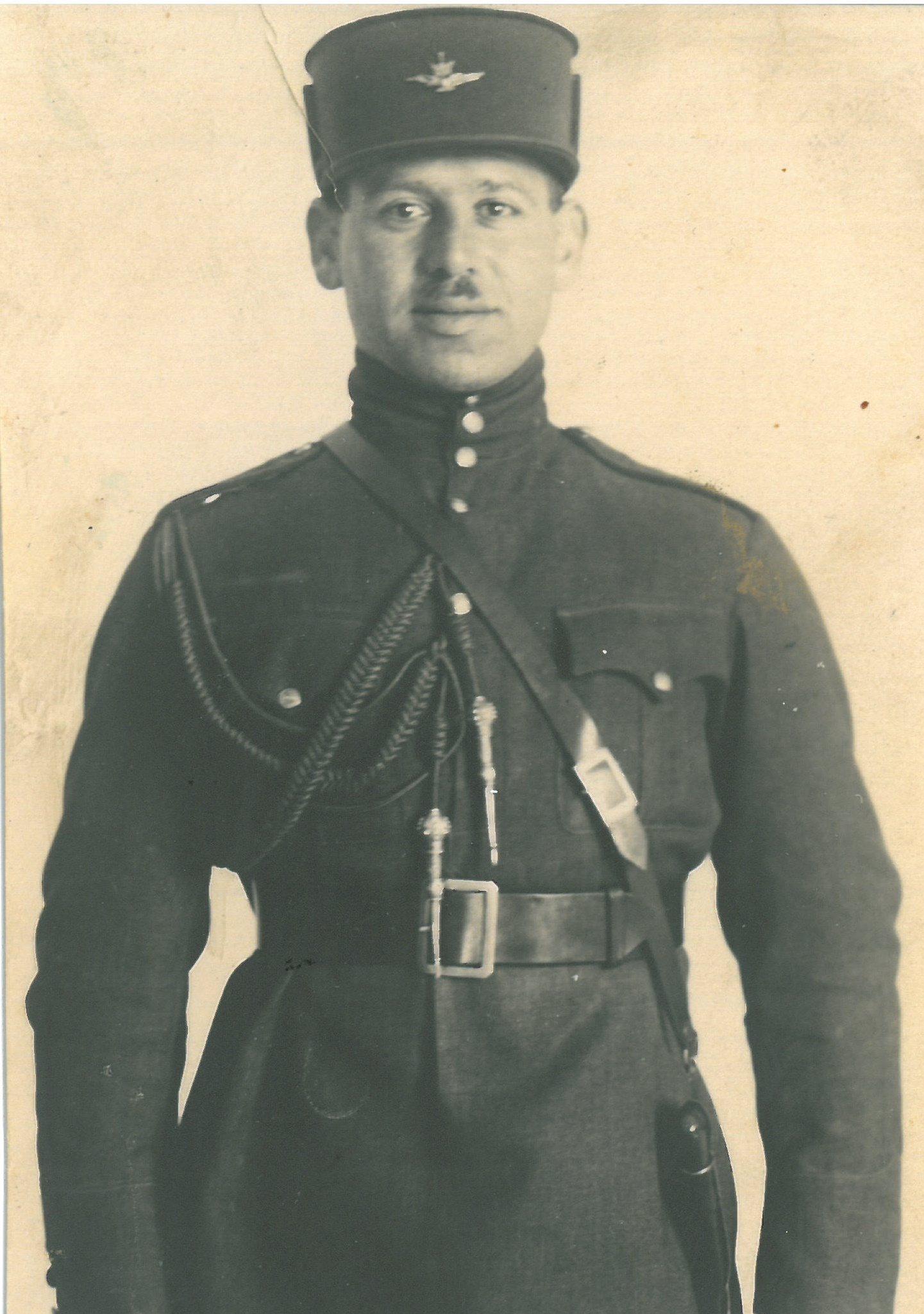
نایب سوم علی اصغر ملک
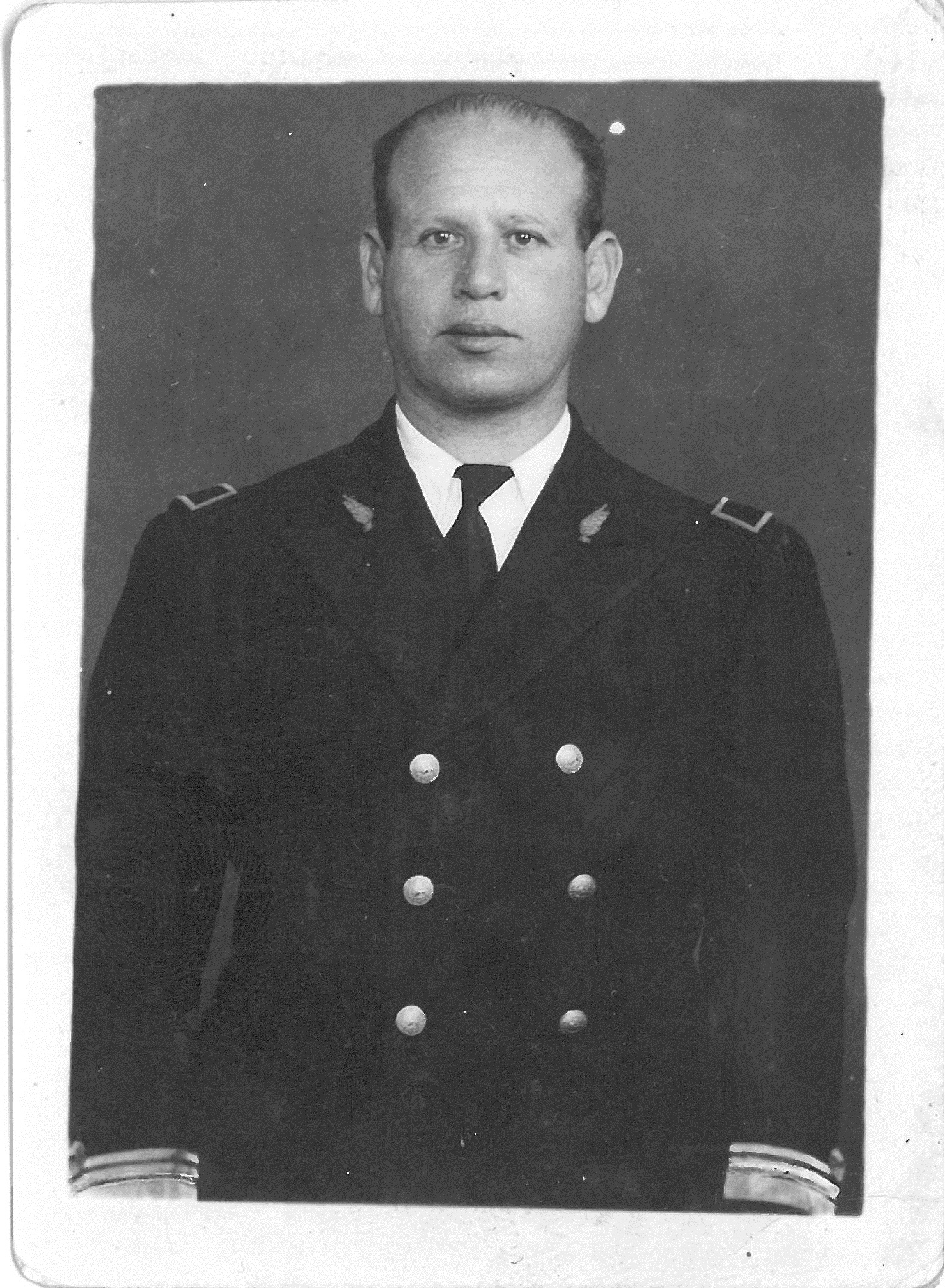
علی اصغر ملک با درجه سرگردی
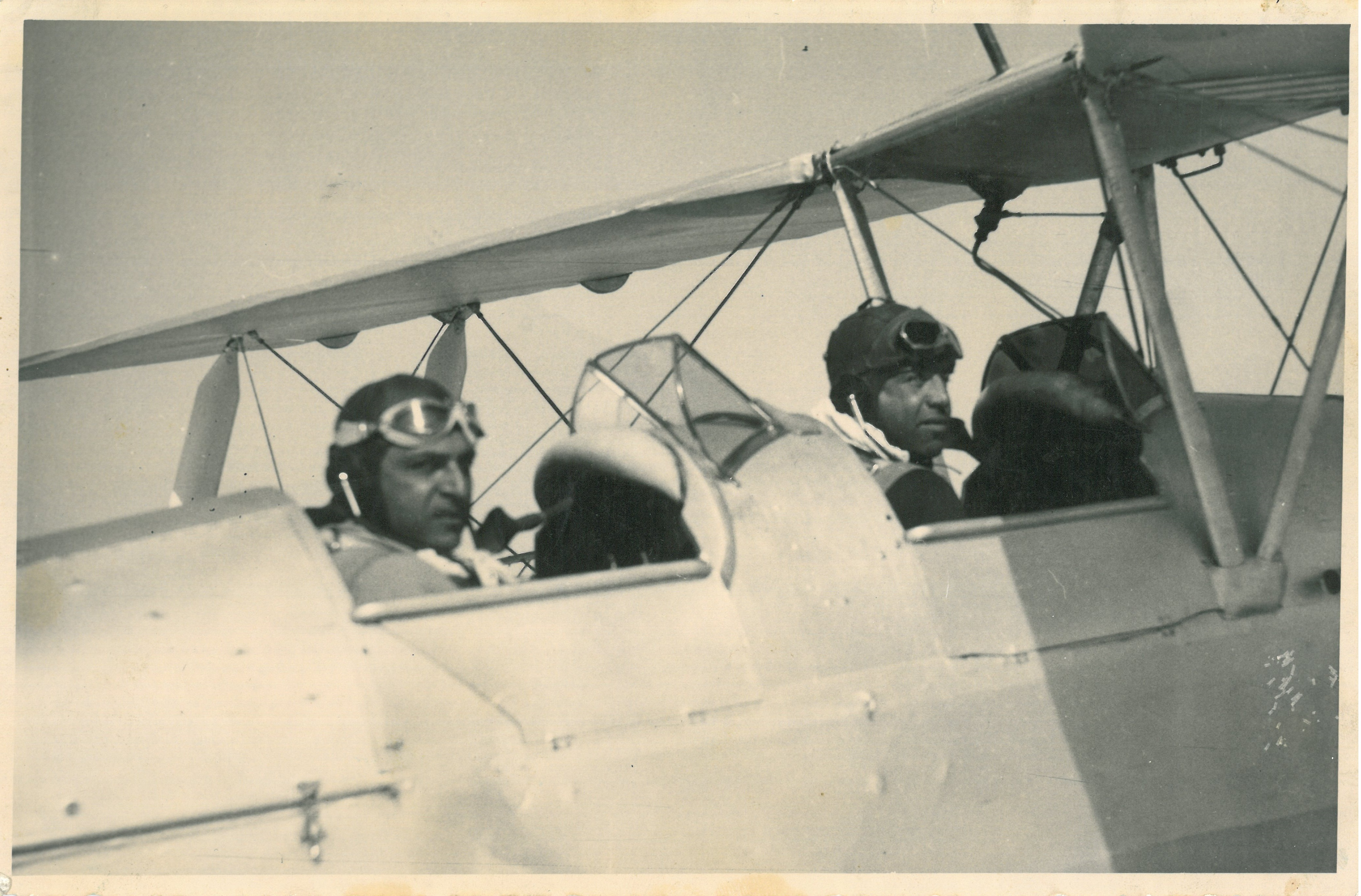
در حین تعلیم خلبانی به هنرجو
نخستین پرواز از اصفهان به تهران سال ۱۳۲۲نخستین پرواز از اصفهان به تهران سال ۱۳۲۲
نخستین فارغ التحصیلان خلبانی غیرنظامی (سویل) باشگاه هواپیمایی کشوری، فرودگاه مشهد ۱۳۱۸نخستین فارغ التحصیلان خلبانی غیرنظامی (سویل) باشگاه هواپیمایی کشوری، فرودگاه مشهد ۱۳۱۸
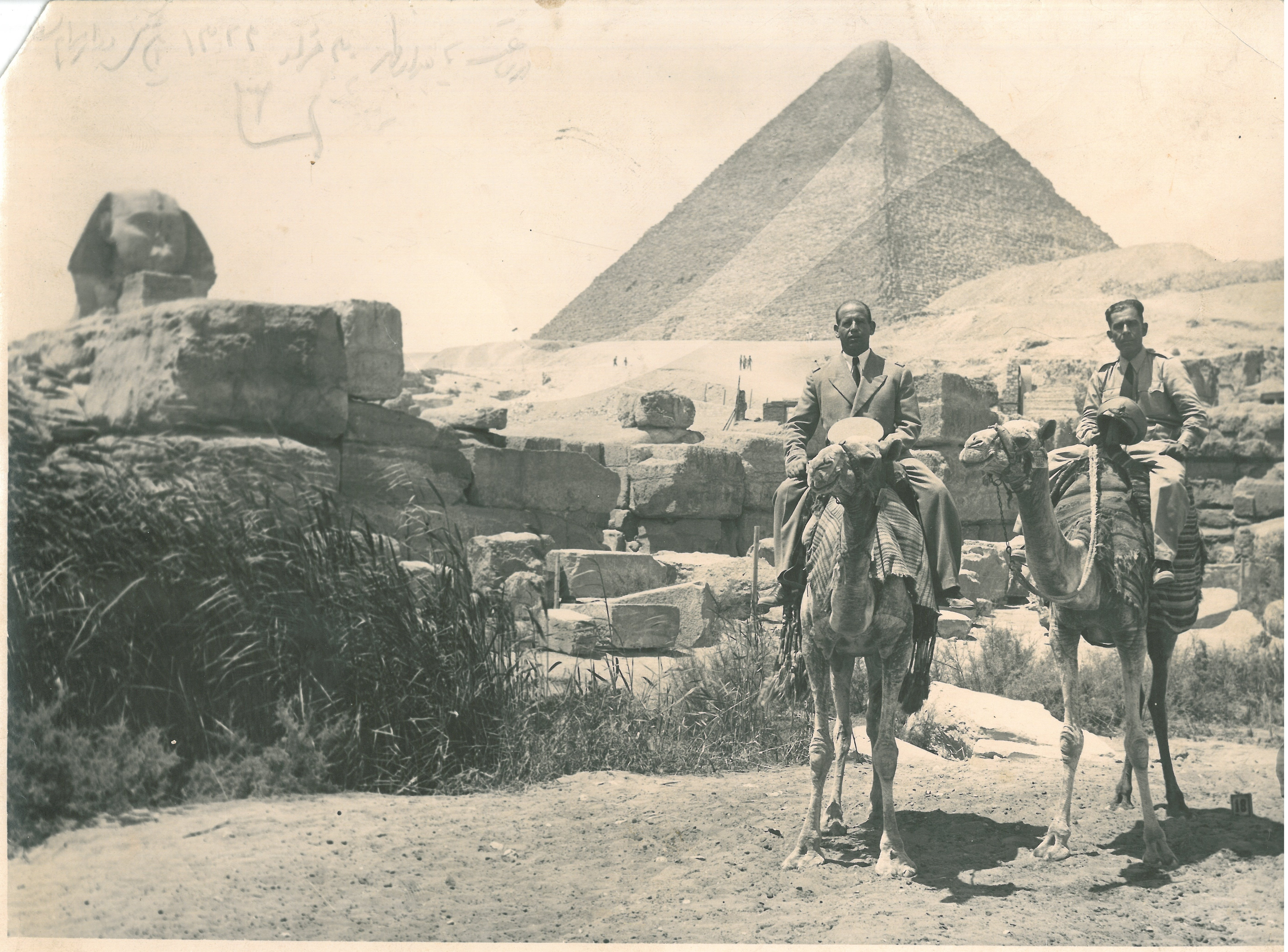
آوردن هواپیماهای جدید از مصر ۱۳۲۴
ورود نخستین هواپیمای داکوتا به ایران (فرودگاه مهرآباد)ورود نخستین هواپیمای داکوتا به ایران (فرودگاه مهرآباد)
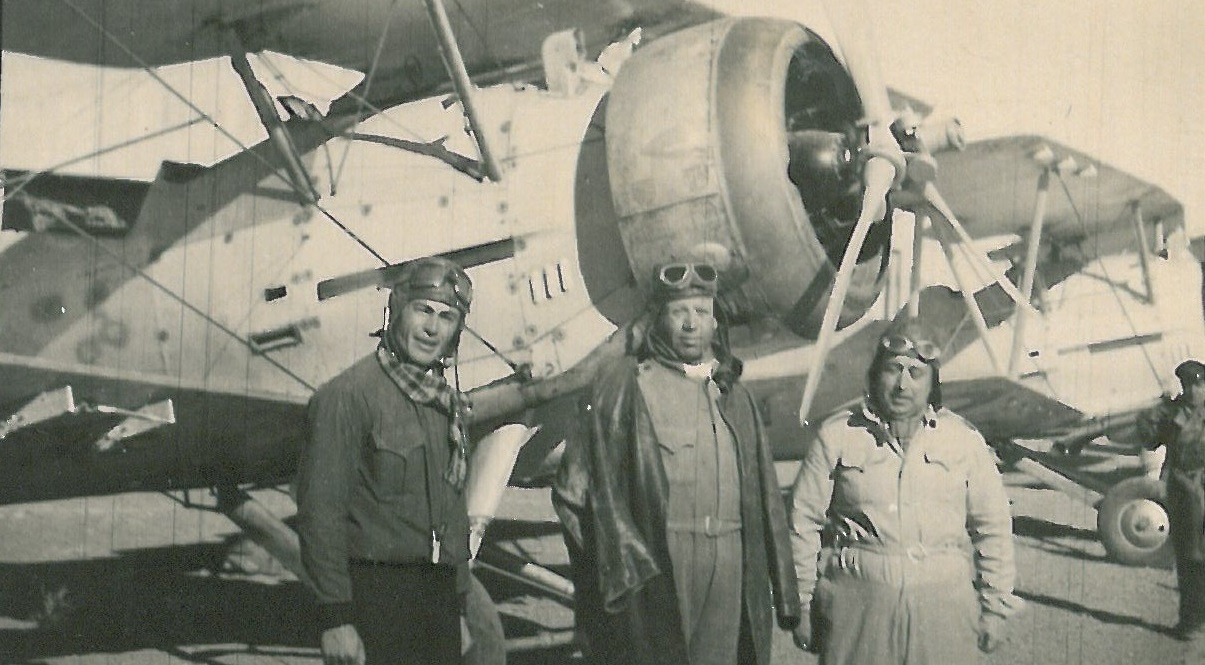
افتتاح فرودگاه اصفهان سال ۱۳۲۲
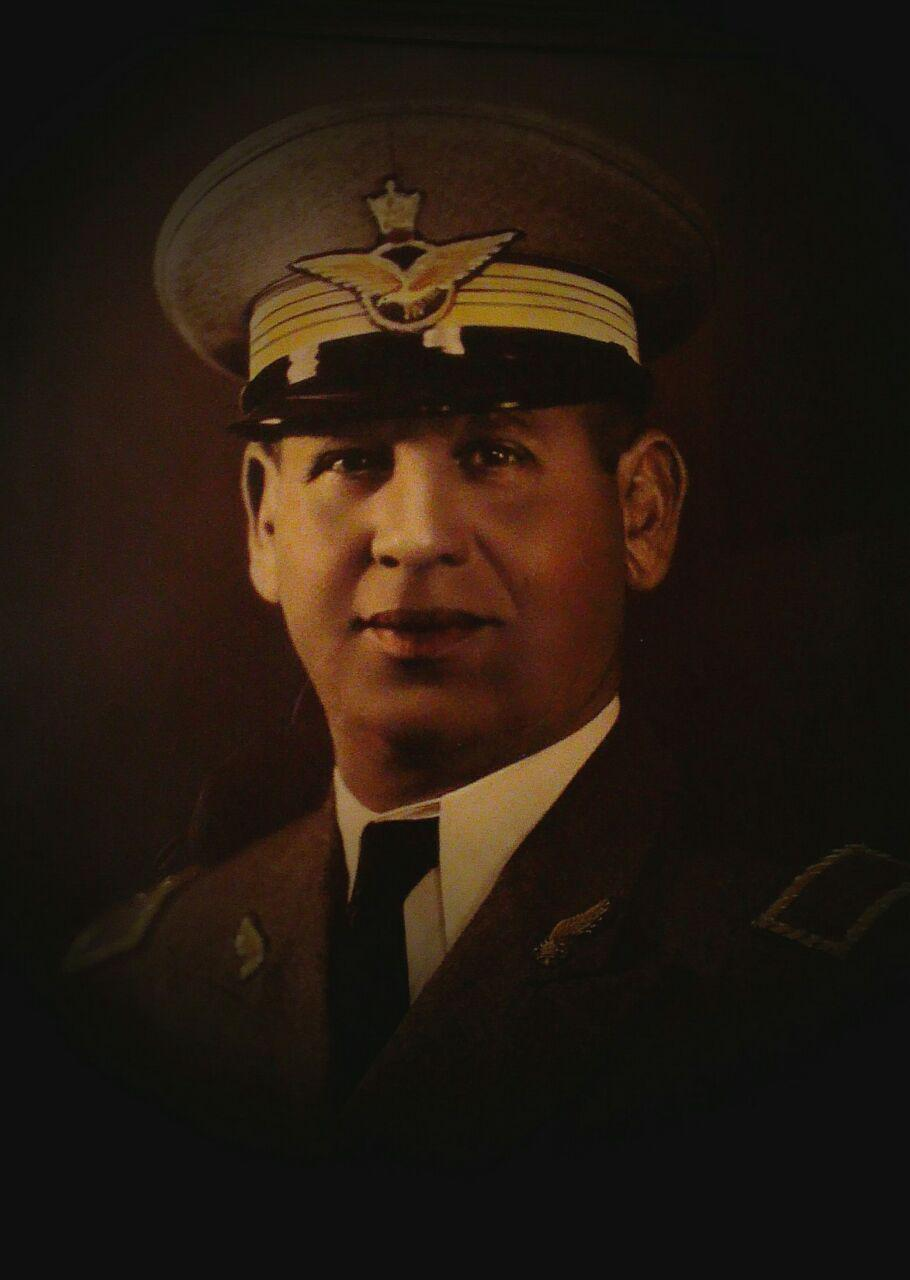
سرهنگ علی اصغر ملک
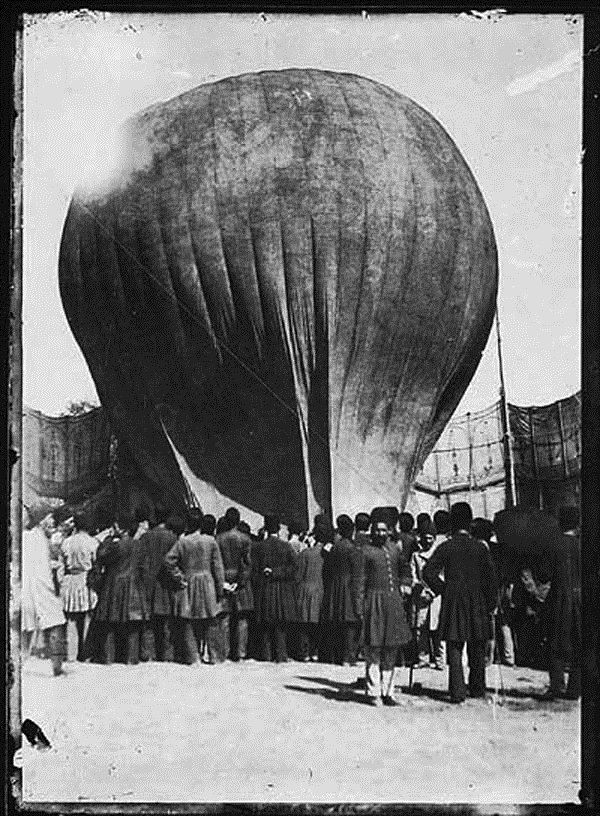
نخستین بالن در ایران
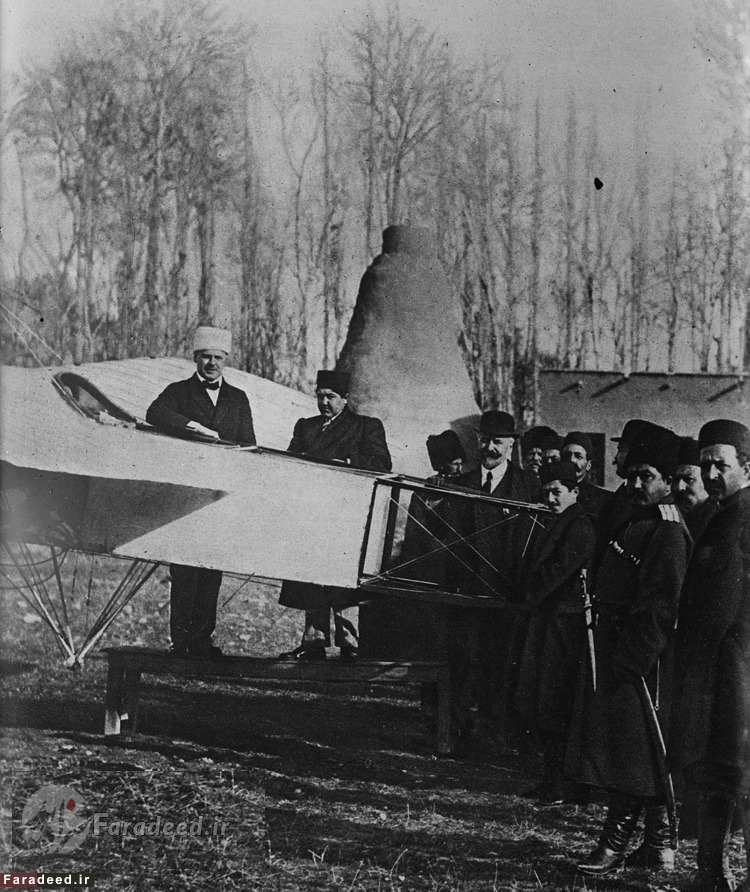
احمدشاه و هواپیمای بلریو ۱۱
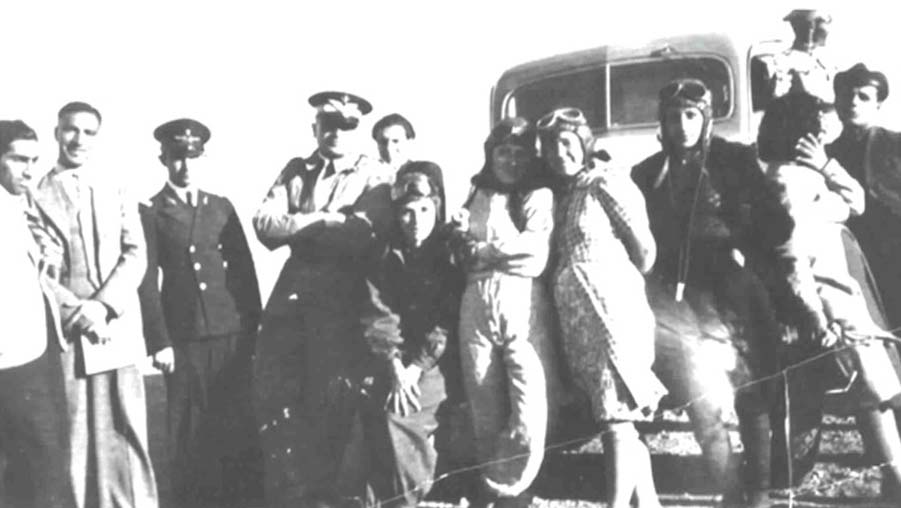
اینا اوشید، عفت تجارت‌چی و قدسیه فرخزاد، سال ۱۳۱۹
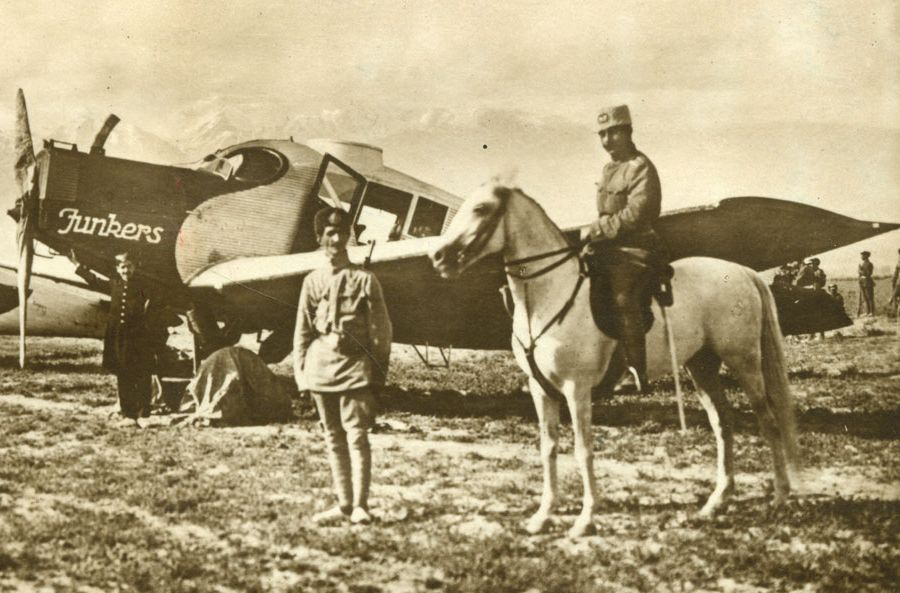
هواپیمای یونکرس اف.۱۳ در تهران
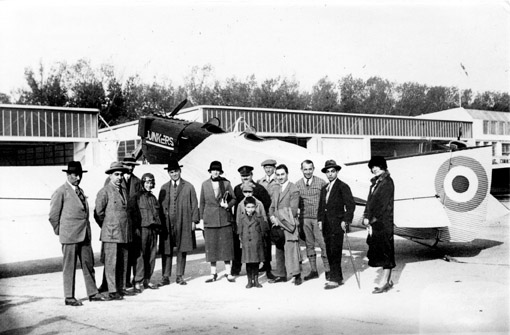
دومین هواپیمای دو نفره یونکرس ای ۲۰ که به ایران تحویل شد. (این عکس قبل از تحویل در آلمان گرفته شد)